# دیجیتال اکستریمز
دیجیتال اکستریمز (انگلیسی: Digital Extremes) شرکت بازی ویدئویی کانادایی است، که در سال ۱۹۹۳ تأسیس شد.